# Austin Chapman
Austin Chapman (ur. 10 lipca 1864 w Bong Bong, zm. 12 stycznia 1926 w Sydney) – australijski polityk, członek kilku gabinetów federalnych, pełnił urząd m.in. ministra obrony Australii (1903-04).

## Życiorys
Przed rozpoczęciem kariery politycznej Chapman z powodzeniem zajmował się biznesem. Zaczynał jako właściciel pubu, potem otworzył też sklep, następnie dom aukcyjny, aż wreszcie stał się znanym finansistą. W 1894 został wybrany do Zgromadzenia Ustawodawczego Nowej Południowej Walii, zaś siedem lat później - po powstaniu Związku Australijskiego - znalazł się w składzie pierwszej kadencji federalnej Izby Reprezentantów, gdzie zasiadł w ławach Partii Protekcjonistycznej. Zasiadał w kolejnych gabinetach Alfreda Deakina, gdzie zajmował stanowiska ministra obrony (1904-05), ministra poczty (1905-08) oraz ministra handlu i ceł (1907-08).
W 1909 doznał poważnego udaru mózgu, który na resztę życia pozbawił go władzy w jednym z ramion. Pozostał w parlamencie, ale na kilkanaście lat usunął się na boczny tor polityki. Powrócił do rządu w 1923, kiedy premier Stanley Bruce ponownie powołał go na ministra handlu i ceł. Był też ministrem zdrowia. W 1924 przeszedł na polityczną emeryturę, motywując to stanem zdrowia. Zaraz potem został odznaczony Orderem św. Michała i św. Jerzego klasy Rycerz Komandor, co uprawniało go do dopisywania przed nazwiskiem tytułu Sir. Zmarł dwa lata później w szpitalu w Sydney w wyniku dolegliwości układu krążenia.

### Wpływy
Chapman jest dziś pamiętany przede wszystkim jako jeden z głównych orędowników budowy australijskiej stolicy federalnej właśnie w tym miejscu, gdzie obecnie znajduje się Canberra. Obszar ten należał do okręgu wyborczego Chapmana, zaś poseł słusznie przypuszczał, iż budowa stolicy przyczyni się do wzrostu zamożności całego regionu.